# Lent, Ain

Lent este o comună în departamentul Ain din estul Franței.